# Лунёва, Мария Ивановна
Мария Ивановна Лунёва (в девичестве - Золотарёва) (22 декабря 1923 — 1993) — передовик советского сельского хозяйства, звеньевая виноградарского совхоза «Прасковейский» Министерства пищевой промышленности СССР, Будённовский район Ставропольского края, Герой Социалистического Труда (1950).

## Биография
Родилась в 1923 году в селе Покойное, Будённовского района Ставропольского края в русской крестьянской семье.
Работать начала рано. После завершения обучения в семилетней школе, в 1939 году, трудоустроилась в виноградарскую бригаду винодельческого совхоза "Прасковейский". В 1946 году в посёлке Катасон возглавила отдельное звено. 
В 1949 году звено продемонстрировало очень высокий производственный результат, собрав урожай винограда 149 центнеров с гектара на площади 3,1 гектара. 
Указом Президиума Верховного Совета СССР от 16 октября 1950 года за получение высоких показателей в сельском хозяйстве и рекордные урожаи винограда Марии Ивановне Золотарёвой (в замужестве - Лунёвой) было присвоено звание Героя Социалистического Труда с вручением ордена Ленина и медали «Серп и Молот».   
В последующие годы звено Лунёвой продолжало получать высокие урожаи винограда.  
Проживала в посёлке Катасон. Умерла в 1993 году. 

## Награды
За трудовые успехи была удостоена:
- золотая звезда «Серп и Молот» (16.10.1950)
- орден Ленина (16.10.1950)
- Орден Трудового Красного Знамени (05.10.1949)
- другие медали.